# العلاقات بين سويسرا والاتحاد الأوروبي
إن سويسرا ليست دولة عضوًا في الاتحاد الأوروبي. وهي ترتبط بالاتحاد عبر سلسلة من المعاهدات الثنائية التي تبنت فيها سويسرا العديد من أحكام قانون الاتحاد الأوروبي بغية المشاركة في السوق الموحدة الأوروبية، دون الانضمام إلى الاتحاد كدولة عضو. جميع الدول المجاورة لسويسرا باستثناء دولة واحدة (دولة ليختنشتاين الصغيرة) هي دول أعضاء في الاتحاد الأوروبي.

## التجارة
يعتبر الاتحاد الأوروبي الشريك التجاري الأكبر لسويسرا، وتعتبر سويسرا رابع أكبر شريك تجاري للاتحاد الأوروبي بعد المملكة المتحدة والولايات المتحدة والصين. وتمثل سويسرا 5.2% من واردات الاتحاد الأوروبي، متجليةً بالمواد الكيميائية والمنتجات الطبية والآلات والأدوات وقطع الساعات. من ناحية الخدمات، بلغت صادرات الاتحاد الأوروبي إلى سويسرا 67.0 مليار يورو في عام 2008، في حين بلغت الواردات من سويسرا 47.2 مليار يورو.

## المعاهدات
وقعت سويسرا اتفاقية التجارة الحرة مع مشروع السوق الأوروبية المشتركة آنذاك في عام 1972، والتي دخلت حيز النفاذ في عام 1973.
إن سويسرا عضو في رابطة التجارة الحرة الأوروبية «إفتا، بالإنجليزية: EFTA»، وشاركت في التفاوض على اتفاقية المنطقة الاقتصادية الأوروبية (أي أي إيه) مع الاتحاد الأوروبي. وقعت على الاتفاقية في 2 مايو 1992، وقدمت طلبا للانضمام إلى الاتحاد الأوروبي في 20 مايو 1992. ولكن بعد رفض استفتاء سويسري أُجري في 6 ديسمبر1992 عضوية المنطقة الاقتصادية الأوروبية بنسبة 50.3% إلى 49.7%، قررت الحكومة السويسرية تعليق المفاوضات الخاصة بعضوية الاتحاد الأوروبي حتى إشعار آخر. لم تُستأنف هذه الإجراءات قطّ، وفي عام 2016 سحبت سويسرا رسميًا طلبها للانضمام إلى عضوية الاتحاد الأوروبي.
في عام 1994، بدأت سويسرا والاتحاد الأوروبي مفاوضات حول علاقة خاصة خارج المنطقة الاقتصادية الأوروبية. وكانت سويسرا راغبة في صون التكامل الاقتصادي مع الاتحاد الأوروبي الذي سمحت به معاهدة المنطقة الاقتصادية الأوروبية، في حين كانت تسعى إلى إزالة نقاط الخلاف التي قادت الشعب لرفض الاستفتاء. وشدد السّاسة السويسريون على الطابع الثنائي لهذه المفاوضات، حيث تُجرى مفاوضات بين شريكين متساويين وليس بين 16 أو 26 أو 28 أو 29 دولة كما هو الحال بالنسبة لمفاوضات معاهدة الاتحاد الأوروبي.
أسفرت هذه المفاوضات عمّا مجموعه عشر معاهدات جرى التفاوض بشأنها على مرحلتين. والواقع أن مجموع هذه القوانين يجعل جزءًا كبيرًا من قانون الاتحاد الأوروبي منطبق على سويسرا. والمعاهدات هي:
الاتفاقيات الثنائية الأولى (الموقعة عام 1999، السارية في 1 يونيو 2002)
1. حرية حركة الناس
2. حركة المرور الجوية
3. حركة المرور البرية
4. الزراعة
5. الحواجز التجارية التقنية
6. المشتريات العامة
7. العلوم

الاتفاقيات الثنائية الثانية
1. الأمن واللجوء وعضوية شنغن
2. التعاون في مطاردة أنشطة الاحتيال
3. الشروط النهائية في الأسئلة المفتوحة عن الزراعة والبيئة والإعلام والتعليم رعاية المسنين والإحصاءات والخدمات.

صِيغت الاتفاقيات الثنائية الأولى بحيث تكون متكافلة بصورة متبادلة. في حال التنديد بأي منها أو عدم تجديدها، يتوقف سريانها جميعًا. ووفقًا لديباجة قرار الاتحاد الأوروبي في التصديق على الاتفاقيات:
إن الاتفاقيات السبعة مرتبطة ببعضها البعض ارتباطًا وثيقًا شريطةَ أن تدخل حيز النفاذ في نفس الوقت وأن يتوقف سريانها في نفس الوقت، بعد ستة أشهر من تلقي إشعار بعدم التجديد أو النقض فيما يتعلق بأيٍّ منها.   
ويشار إلى ذلك بـ «بند المِقصلة». في حين أن النهج الثنائي يصون نظريًا حق رفض تطبيق قواعد جديدة للاتحاد الأوروبي على سويسرا، بيد أن نطاق ذلك في الممارسة العملية محدود بموجب هذا البند. وتتضمن الاتفاقية على المنطقة الاقتصادية الأوروبية بندًا مماثلًا.
قبل عام 2014، كان النهج الثنائي -كما هو مسمى في سويسرا- مدعومًا بشكل مستمر من قِبَل الشعب السويسري في الاستفتاءات. فهو يسمح للسويسريين بالحفاظ على حسِّهم بالسيادة، وذلك بسبب الترتيبات التي تحرص على عدم تطبيق التغييرات في قانون الاتحاد الأوروبي إلا بعد أن تقرر لجنة ثنائية مشتركة ذلك بالإجماع. يحد هذ النهج أيضًا من نفوذ الاتحاد الأوروبي في المجالات العشرة مع استثناءات أكثر مما تتمتع به المنطقة الاقتصادية الأوروبية، بينما تتضمن (أي أي إيه) مجالات أوسع.
من منظور الاتحاد الأوروبي، فإن المعاهدات تحتوي إلى حد كبير نفس محتوى معاهدات المنطقة الاقتصادية الأوروبية، الأمر الذي يجعل سويسرا عضوًا فعليًا في المنطقة الاقتصادية الأوروبية. تنطبق معظم قوانين الاتحاد الأوروبي بشكل عام في جميع أنحاء الاتحاد الأوروبي والمنطقة الاقتصادية الأوروبية وسويسرا، مؤمنةً معظم شروط حرية حركة الأشخاص والسلع والخدمات ورؤوس الأموال التي تنطبق على الدول الأعضاء. تدفع سويسرا لصالح ميزانية الاتحاد الأوروبي. فقد وسّعت سويسرا المعاهدات الثنائية لتشمل دولًا جديدة في الاتحاد الأوروبي؛ وكان كل توسيع يتطلب موافقة المصوتين السويسريين عبر استفتاء عام.
وفي استفتاء أجري في 5 يونيو 2005، وافق المصوتون السويسريون بأغلبية 55% على الانضمام إلى منطقة شنغن. دخل هذا حيّز النفاذ في 12 ديسمبر 2008.
في عام 2009، صوّت السويسريون لصالح توسيع حرية تنقل السكان إلى بلغاريا ورومانيا بنسبة 59.6% مقابل نسبة 40.4% ضد ذلك. بينما لا ينطبق توجيه الاتحاد الأوروبي 2004/38/EC بشأن حق التنقل والإقامة بحرية على سويسرا مباشرة، ويتضمن الاتفاق الثنائي بين سويسرا والاتحاد الأوروبي بشأن حرية تنقل الأشخاص الحقوق ذاتها لكل من مواطني سويسرا والاتحاد الاقتصادي الأوروبي وأفراد أسرهم.
بحلول عام 2010، راكمت سويسرا نحو 210 معاهدة تجارية مع الاتحاد الأوروبي. عقب التغييرات المؤسسية في الاتحاد الأوروبي خاصة فيما يتعلق بالسياسة الخارجية والدور المتزايد للبرلمان الأوروبي – أعرب رئيس المجلس الأوروبي هيرمان فان رومبوي والرئيسة السويسرية دوريس ليوتار عن رغبتهما في «إعادة ضبط» العلاقات الأوروبية السويسرية بطريقة أسهل وأوضح لتطبيق قانون الاتحاد الأوروبي في سويسرا. في ديسمبر 2012، أعلن مجلس الاتحاد الأوروبي أنه لن تكون هناك معاهدات أخرى بشأن قضايا السوق المشتركة ما لم تتفق سويسرا والاتحاد الأوروبي على إطار قانوني جديد مماثل لإطار العمل الاقتصادي الأوروبي، وهو الإطار الذي سيربط سويسرا بشكل أوثق بتشريعات الاتحاد الأوروبي المتطورة. في وقت لاحق، أكد رئيس المفوضية الأوروبية خوسيه مانويل دوراو باروسو على هذا الموقف. ومع ذلك، من غير المتوقع إجراء استفتاء ثانٍ على عضوية المنطقة الاقتصادية الأوروبية السويسرية، وما يزال الجمهور السويسري معارضًا للانضمام.

### اتفاقية شنغن
في عام 2009، أصبحت سويسرا طرفًا مشاركًا في منطقة شنغن بعد قبولها اتفاق الشراكة بالاستفتاء الشعبي عام 2005. يعني هذا أنه لا توجد رقابة على جوازات السفر على حدود سويسرا مع الدول المجاورة لكن مع استمرار تطبيق الرقابة الجمركية.

### استفتاء عام 2014
في استفتاء أُجري في فبراير 2014، وافق المصوتون السويسريون بالكاد على اقتراح الحد من حرية تنقل المواطنين الأجانب إلى سويسرا. وصرحت المفوضية الأوروبية إنه يتعين عليها دراسة الآثار المترتبة لنتيجة الاستفتاء على العلاقات الأوروبية السويسرية لأن التنفيذ الحرفي سيستدعي تطبيق بند المقصلة.
في 22 ديسمبر 2016، أبرمت سويسرا والاتحاد الأوروبي اتفاقًا ينص على قانون سويسري جديد (ردًا على الاستفتاء) يتطلب من أصحاب العمل السويسريين أن يوظفوا أي باحثين عن العمل (سواء كانوا مواطنين سويسريين أو مواطنين غير سويسريين مسجلين في وكالات عمل سويسرية) مع استمرار مراقبة التنقل الحر لمواطني الاتحاد الأوروبي إلى سويسرا وبالتالي السماح لهم بالعمل هناك.